# Братья Лю
«Братья Лю» — советский рисованный мультфильм по мотивам китайской народной сказки, созданный в 1953 году режиссёром-мультипликатором Дмитрием Бабиченко.

## Сюжет
Давным-давно жили в Китае три брата-близнеца Лю. Они были так похожи, что даже родная мать могла различать их только по цветным ленточкам, повязанным на их запястья. Каждый из них обладал уникальным умением: один из них повелевал огнём (то есть мог заставить огонь разгореться сильнее или погаснуть), другой — водой (то есть мог выпить целое море, а потом вернуть всю воду обратно), а третий понимал язык природы, птиц, зверей и рыб. Помимо таких необычных умений, братья обладали и добрым нравом — они охотно помогали людям справиться с их бедами, защищали животных и природу.
Однажды братья плыли на лодке по морю. Выйдя на берег, они увидели печального старика. Старик рассказал братьям, что уронил в море монету, на которую хотел купить риса для себя и своей старухи. Братья решили помочь старику. Лю-второй с помощью бамбуковой трубочки начал пить воду из моря, чтобы на сухом дне найти монету старика. Море начало сильно мелеть, что испугало его обитателей. Лю-третий остановил брата и указал на рыб. Зная рыбий язык, он передал брату, что если он выпьет всю воду, все рыбы погибнут.
Лю-второй заверил, что вернёт обратно всю воду, когда они найдут монету старика. Передав рыбам слова брата, Лю-третий сказал вернуть воду сейчас, а монету рыбы найдут сами.
Лю-второй согласился и вернул всю выпитую воду. Лю-третий передал старику слова рыб насчёт размера монеты. Старик показал размер монеты, и рыбы начали искать на морском дне все монеты схожего размера. Спустя некоторое время на берег выползла черепаха и оставила большую ракушку, полную монет. Но старик всё равно был печален — монета, которую он уронил в воду, была медная, а все монеты, найденные рыбами, были золотые.
Братья предложили старику взять золотые монеты вместо медных. Старик поблагодарил братьев. Вдруг Лю-третий заметил обеспокоенную птицу, и братья побежали вслед за ней. На бегу Лю-третий переводил братьям крик птицы: в лесу, на одном из деревьев находится гнездо птицы с тремя птенцами, и это дерево рубит дровосек. Братья успели остановить его. Узнав, что на дереве гнездо, дровосек объяснил братьям, что ему до темноты надо срубить ещё десять деревьев. Братья помогли дровосеку.
Лю-третий не даёт правителю-мандарину убить козлёнка во время охоты. Мандарин приказывает отдать «преступника» на съедение тигру, но пленник, понимающий язык зверей, приручает того. Между тем Лю-первый и Лю-второй, узнав о том, что их брат попал в беду, спешат на помощь. Мандарин придумывает новую казнь, но братья, хитростью подменяя друг друга, выходят невредимыми и из огня, и из воды. В итоге все трое одерживают окончательную победу над правителем.

## Отличия от оригинала
В отличие от оригинала, количество братьев в фильме уменьшено. Отсутствуют брат, способный растягивать ноги, и брат, который был твёрже самого твёрдого железа. Способности первых двух братьев авторы поменяли местами.
В общем виде сказка имеет несколько вариантов, количество братьев в которых меняется от пяти до десяти.

## Создатели
| Режиссёр                  | Дмитрий Бабиченко |
| Автор сценария            | Николай Эрдман |
| Художник-постановщик      | Александр Трусов |
| Художники-мультипликаторы | Борис Чани, Вячеслав Котёночкин, Григорий Козлов, Роман Качанов, Рената Миренкова, Дмитрий Белов, Лидия Резцова, Мстислав Купрач, Михаил Ботов, Виктор Лихачев |
| Художники-декораторы      | Ирина Светлица, Ирина Троянова, Вера Роджеро, Константин Малышев                                                                                               |
| Оператор                  | Николай Воинов |
| Композитор                | Климентий Корчмарёв |
| Звукооператор             | Георгий Мартынюк |
| Консультанты              | Чжоу Сун-Юань |
| Монтажёр                  | Нина Майорова |
| Ассистенты                | Чжоу Сун-Юань |

## Роли озвучивали
| Актёр                | Роль     |
| -------------------- | -------- |
| Эраст Гарин          | мандарин |
| Георгий Милляр       | тюремщик |
| Валентина Сперантова | мать     |
| Юлия Юльская         | козочка  |

## Переозвучка
В 2001 году мультфильм был отреставрирован и заново переозвучен компаниями ООО «Студия АС» и ООО «Детский сеанс 1». В новой версии была полностью заменена фонограмма, к переозвучиванию привлечены современные актёры, в титрах заменены данные о звукорежиссёре (Звукооператор новой версии: А. Понявин) и актёрах озвучивания.

### Озвучивание
- Александр Лущик — в титрах на переозвучку 2001 года есть, но за весь мультик ни одного слова не сказал и не спел.
- В. Подъяпольский — братья Лю
- Владимир Конкин — старик, слуга мандарина, тюремщик
- Юльен Балмусов — дровосек, мандарин
- Татьяна Канаева — козочка
- Ирина Маликова — мать
- Виталий Ованесов — палач

## Издание на видео
- В начале 1990-х годов в СССР мультфильм выпущен на видеокассетах VHS кинообъединением «Крупный план» в сборнике мультфильмов «Храбрый Пак» и «Жёлтый аист», в России в середине 1990-х совместно с компанией «ВидеоМир». Также в 1990-е годы Studio PRO Video, позднее в середине 1990-х студия «Союз Видео» выпускала этот мультфильм в разных сборниках. На лицензионных VHS записан в Hi-Fi Stereo (в то время оригинальный звук мультфильма Mono) и в системе PAL.
- В 2000-е годы мультфильм отреставрирован и выпущен на DVD в двух версиях: оригинальная (моно) и переозвученная (Dolby Digital).

На DVD мультфильм издавался в сборнике мультфильмов: 
- «Сказки народов мира» Выпуск 2 Союзмультфильм, DVD, дистрибьютор Крупный план, мультфильмы на диске — «Жёлтый аист»(1950), «Братья Лю»(1953), «Храбрый Пак»(1953), «Валидуб»(1952), «Обезьяна с острова Саругасима»(1970).[1]